# Макгрегор, Уиллард
Уиллард Макгрегор (англ. Willard MacGregor; 15 октября 1901, Бостон — 30 июля 1993, Нью-Йорк, Нью-Йорк) — американский пианист, живописец.

## Биография
Учился в Сент-Луисе у Рудольфа Ганца и Лео Миллера, затем на протяжении семи лет совершенствовался в Европе: сперва в Париже под руководством Изидора Филиппа, Нади Буланже, позднее в Берлине у Артура Шнабеля. Одновременно концертировал в разных европейских странах. По возвращении в США в 1930-е гг. выступал как солист и в составе фортепианного трио с братом и сестрой Карлом и Филлис Кройтерами. Наибольшую известность принесло Макгрегору сотрудничество с Паулем Хиндемитом на рубеже 1930-40-х гг.: Макгрегор стал первым исполнителем масштабного сочинения Хиндемита «Ludus tonalis» (Чикаго, 1943), исполнял хиндемитовскую Сонату для фортепиано в четыре руки вместе с автором. В 1944 г. Макгрегор исполнил Концерт для двух фортепиано соло Игоря Стравинского вместе с автором во время посещения Стравинским Чикаго.
Записал два диска с фортепианными миниатюрами Людвига ван Бетховена, Франца Шуберта и Клода Дебюсси (1955).
На протяжении всей жизни Макгрегор также занимался живописью. В 1931—1932 гг. он учился в Вене у Франца Лерха, начиная с 1940-х гг. был близок к Милтону Эвери. Участвовал во многих выставках в Нью-Йорке, Чикаго и других городах США, «демонстрируя ту же энергию, теплоту и профессиональную технику в музыке, что и в живописи».